# Takuya Kuroda

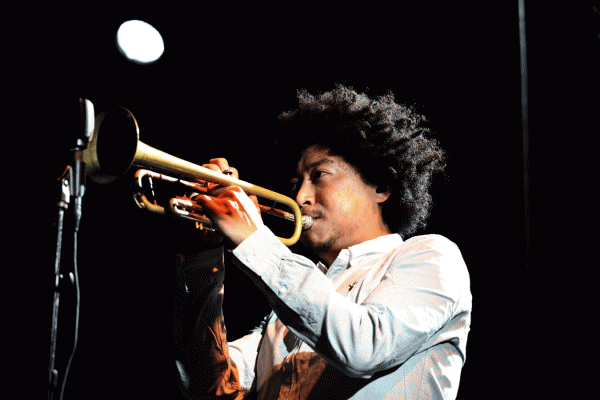
Takuya Kuroda (2017)

Takuya Kuroda (jap. 黒田 卓也, Kuroda Takuya; * 21. Februar 1980 in Ashiya, Präfektur Hyōgo) ist ein japanischer Jazztrompeter, -komponist und -arrangeur.

## Leben und Wirken
Takuya Kuroda spielte zunächst in der Big Band der Schule. Mehr Jazzerfahrungen sammelte er erst, als er zu Jam-Sessions nach Kobe fuhr. 2003 zog er in die USA, wo er zunächst einen Kurs am Berklee College of Music besuchte, bevor er nach New York wechselte. Dort studierte er an der New School for Jazz and Contemporary Music bis zum Abschluss 2006. Seitdem arbeitet Kuroda in der dortigen Jazzszene; stilistisch orientiert an Dizzy Gillespie und Clifford Brown. Früh holte ihn sein Studienkollege José James als Begleiter.
2010 erschien Kurodas Debütalbum While Bitter and High. Er arbeitete u. a. mit Junior Mance (Piano), Greg Tardy (Saxophon), Rob Swift (DJ), Jirō Yoshida (Gitarre), Andy Ezrin, Akoya Afrobeat und der Valery Ponomarev Big Band. Ferner wirkte er bei Alben von Jose James (Blackmagic) und Jiro Yoshida (Cut Back, Made In New York), China Moses, Matthias Bublath (Eight Cylinder Bigband) sowie des japanischen J-Pop-Musikers JuJu mit (Wonderful Life und My Life), für die er den Bläsersatz arrangierte. Kuroda arbeitet mit der von ihm mitgeleiteten Band Chicken Gravy, einer Formation im Spektrum zwischen Jazz, Soul und Funk und einem Jazzquartett. 2014 erschien seine CD Rising Son auf Blue Note Records. Das 2016er Studioalbum Zigzagger wurde bei Concord Records veröffentlicht. Im Jahre 2019 erschien wiederum bei Blue Note das Album Blue Note Voyage von Takuya Kuroda / Akihiro Nishiguchi / May Inoue / Jun Miyakawa / Ai Kuwabara / Ryuta Tsunoda / Tomo Kanno und Shun Ishiwaka. 2020 legte er das Album Fly Moon Die Soon vor, gefolgt von Midnight Crisp (2022) und Rising Son (2024).